# Justine Ayrer
Justine Ayrer, auch Juliane Ayrer (* 1704 in Danzig; † um 1790), war eine deutsche Email- und Miniaturmalerin.

## Leben
Justine Ayrer erhielt als Schülerin der Pariser Miniaturistin Mademoiselle Chalette, verheiratete Dumas, eine künstlerische Ausbildung. Sie heiratete den Berliner Kunstgewerbe- und Schmuckhändler Antoine Ayrer. Mütterlicherseits eine Tante des späteren Kupferstechers Daniel Chodowiecki war sie auch dessen erste Lehrerin. Mit einer weiteren Tante, Concordia Ayrer, zeichnete er sie im Juni 1773.
Justiane Ayrer wirkte als Email- und Miniaturmalerin. Sie schuf Bildnisse und Genredarstellungen.